# Mario
Mario ist ein männlicher Vorname und die italienische und spanische  Variante des lateinischen Namens Marius.

## Herkunft
Der Name Mario leitet sich entweder von dem römischen Kriegsgott Mars ab oder kommt vom lateinischen mas, maris, was „männlich“ bedeutet; irrtümlicherweise wird er auch als männliche Form des aus dem Hebräischen stammenden Namens Maria gedeutet.

## Namenstag und Namensheiliger
Namenstag ist der 19. Januar. Als Namensheiliger wird Marius angesehen, der Bischof von Avenches und Lausanne. Dieser wurde um 530/531 in der Diözese Autun (Burgund, Ostfrankreich) geboren. Er wurde 574 der dritte Bischof von Avenches, das nordwestlich von Freiburg im Üechtland (Schweiz) liegt, und verlegte 590 den Bischofssitz nach Lausanne. Durchdrungen von der römischen Kultur, sah er im Kaisertum die universale Monarchie für alle Zeiten. Er betätigte sich auch als Goldschmied und verfertigte Kirchengeräte. Am 31. Dezember 594 starb er in Lausanne und wurde dort beigesetzt. Die ursprünglich dem hl. Thyrsius geweihte Kirche wurde später nach ihm benannt, sein Kult 1605 durch die Katholische Kirche bestätigt.

## Namensträger

### Vorname
- Mario Acerboni (1889–1967), italienischer Radsportler, Motorradrennfahrer und Unternehmer
- Mario Adorf (* 1930), deutscher Schauspieler
- Mario Alborghetti (1928–1955), italienischer Automobilrennfahrer
- Mario Amadori (1886–1941), italienischer pharmazeutischer Chemiker
- Mario Andretti (* 1940), US-amerikanischer Autorennfahrer
- Mario Astorri (1920–1989), italienischer Fußballspieler und -trainer
- Mario Bäger (* 1964), deutscher Fußballtorwart
- Mario Balleri (1902–1962), italienischer Ruderer
- Mario Balotelli (* 1990), italienischer Fußballspieler
- Mario Barrett (* 1986), US-amerikanischer Sänger, siehe Mario (Sänger)
- Mario Barth (* 1972), deutscher Komiker
- Mario Basler (* 1968), deutscher Fußballspieler
- Mario Belli Pino (* 1956), peruanischer Schachspieler
- Mario Benedetti (1920–2009), uruguayischer Schriftsteller
- Mario Bigoni (1984–2011), italienischer Fußballspieler
- Mario Botta (* 1943), Schweizer Architekt
- Mario Bottazzi (* 1950), österreichischer Schauspieler, Musiker und Sänger
- Mario Caterino (* 1954), mutmaßlicher italienischer Mafioso
- Mario Cipollini (* 1967), italienischer Radrennfahrer
- Mario Corso (1941–2020), italienischer Fußballspieler und -trainer
- Mario de la Cueva (1901–1981), mexikanischer Jurist und Philosoph sowie Rektor der UNAM
- Mario Cuomo (1932–2015), US-amerikanischer Politiker
- Mario Doyon (* 1968), ehemaliger kanadischer Eishockeyspieler und -trainer
- Mario Draghi (* 1947), italienischer Politiker, ehemaliger EZB-Präsident
- Mario del Drago (1899–1981), italienischer Fürst
- Mario Frick (* 1965), liechtensteinischer Politiker
- Mario Frick (* 1974), liechtensteinischer Fußballspieler
- Mario Frustalupi (1942–1990), italienischer Fußballspieler
- Mario Fuchs (* 1985), Schweizer Schauspieler
- Mario von Galli (1904–1987), Theologe und Publizist
- Mario Genta (1912–1993), italienischer Fußballspieler
- Mario Girotti (* 1939), italienischer Schauspieler, siehe Terence Hill
- Mario Gómez (* 1985), deutscher Fußballspieler
- Mario Götze (* 1992), deutscher Fußballspieler
- Mario Hoppe (* 1982), deutscher Handballspieler
- Mario Huhnstock (* 1986), deutscher Handballspieler und -trainer
- Mario Illien (* 1949), Schweizer Ingenieur
- Mario Jaksch (* 1981), österreichischer Politiker
- Mario Karner (* 1983), österreichischer Fußballspieler
- Mario Kempe (* 1988), schwedischer Eishockeyspieler
- Mario Kempes (* 1954), argentinischer Fußballspieler
- Mario Kern (* 1969), deutscher Fußballspieler
- Mario Kotaska (* 1973), deutscher Koch und Fernsehmoderator
- Mario Kunasek (* 1976), österreichischer Politiker (FPÖ) und Kfz-Techniker
- Mario Lannoye (* 1965), belgischer Poolbillardspieler
- Mario Lavista (1943–2021), mexikanischer Komponist
- Mario Lanza (1921–1959), US-amerikanischer Tenor und Schauspieler
- Mario Lanzi (1914–1980), italienischer Leichtathlet
- Mario Lega (* 1949), italienischer Motorradrennfahrer
- Mario Leitgeb (* 1988), österreichischer Fußballspieler
- Mario Lemina (* 1993), gabunisch-französischer Fußballspieler
- Mario Lepori (1894–1980), Schweizer Bonvivant, Sportler und Automobilrennfahrer
- Héctor Mario López (1930–2015), guatemaltekischer General
- Mario Ludwig (* 1957), deutscher Biologe und Autor
- Mario Magnozzi (1902–1971), italienischer Fußballspieler und -trainer
- Mario Mandžukić (* 1986), kroatischer Fußballspieler
- Mario Roberto Martínez (* 1989), honduranischer Fußballspieler
- Mario Martiradonna (1938–2011), italienischer Fußballspieler
- Mario Mena (1928–2013), bolivianischer Fußballspieler
- Mario Mettbach (* 1952), deutscher Politiker
- Mario Merz (1925–2003), italienischer Objektkünstler und Maler
- Mario Mijatović (* 1980), kroatischer Fußballspieler
- Mario del Monaco (1915–1982), italienischer Opernsänger
- Mario Monti (* 1943), italienischer Ökonom und Politiker
- Mario Nuzzi, genannt Mario de’ Fiori (1603–1673), italienischer Blumenmaler
- Mario Orozco Rivera (1930–1998), mexikanischer Maler
- Mario Pani Darqui (1911–1993), mexikanischer Architekt
- Mario Pavone (1940–2021), US-amerikanischer Jazzmusiker
- Mario Perazzolo (1911–2001), italienischer Fußballspieler und -trainer
- Mario Pizziolo (1909–1990), italienischer Fußballspieler
- Mario Pretto (1915–1984), italienischer Fußballspieler und -trainer
- Mario Puzo (1920–1999), US-amerikanischer Autor
- Mario Ranieri (* 1980), österreichischer DJ und Produzent
- Mario Reiß (* 1966), deutscher Gewerkschaftsfunktionär
- Mario-Ernesto Rodríguez (* 1976), uruguayisch-italienischer Fußballspieler
- Mario Roggow (* 1976), deutscher Moderator, Schauspieler, Stand-Up-Comedian und Coach
- Mario Rönsch (* 1984), deutscher Rechtsextremist
- Mario Rottaris (* 1968), Schweizer Eishockeyspieler
- Mario Saetti (1902–1927), italienischer Motorrad- und Automobilrennfahrer
- Mario Salgado (* 1981), chilenischer Fußballspieler und -trainer
- Mario Sandoval Molina (* 2007), chilenischer Fußballspieler
- Mario Sara (* 1982), österreichischer Fußballspieler
- Mario Sixtus (* 1965), deutscher Journalist
- Mario Sobottka (* 1951), ehemaliger deutscher Radrennfahrer
- Mario Tadini (1905–1983), italienischer Unternehmer und Automobilrennfahrer
- Mario Theissen (* 1952), Motorsportdirektor von BMW
- Mario Thieme, deutscher Brigadegeneral der Bundeswehr
- Mario Todte (* 1968), deutscher Historiker und Autor
- Mario Vargas Llosa (1936–2025), peruanisch-spanischer Schriftsteller
- Mario Venzago (* 1948), Schweizer Pianist und Dirigent
- Mario Winans (* 1974), US-amerikanischer Sänger
- Mario Wirz (1956–2013), deutscher Schriftsteller
- Mário Zagallo (1931–2024), brasilianischer Fußballspieler und -trainer

### Varianten
- Marijo Strahonja (* 1975), kroatischer Fußballschiedsrichter

### Familienname
- Tania Di Mario (* 1979), italienische Wasserballspielerin

### Künstlername
- Mario (Tenor), eigentlich: Giovanni Matteo de Candia (1810–1883), italienischer Opernsänger
- Mario (Sänger) (* 1986), US-amerikanischer Sänger
- Disco King Mario, US-amerikanischer Hip-Hop-Pionier
- Zé Mário (Fußballspieler, 1949) (José Mário de Almeida Barros; * 1949), brasilianischer Fußballspieler und -trainer
- Zé Mário (Fußballspieler, 1959) (José Amaro Justino; * 1959), brasilianischer Fußballspieler
- Zé Mário (Fußballspieler, 1992) (José Mário de Bona; * 1992), brasilianischer Fußballspieler

## Fiktion
- Mario, Roman-Trilogie von Waldemar Bonsels
- Mario und der Zauberer, Novelle von Thomas Mann
- Mario, der Sternensammler (ungar. Csillagszedő Márió), Gedichte von Ottó Kiss
- Mario (Fernsehserie), zwölfteilige österreichische Fernsehserie aus dem Jahre 1963
- Mario (Film), Spielfilm von Marcel Gisler aus dem Jahre 2018
- Mario Cavaradossi, eine der Hauptfiguren in der Oper Tosca von Giacomo Puccini
- Mario (Computerspielfigur), Hauptfigur mehrerer Videospielereihen, z. B. der Super-Mario-Reihe

## Sonstiges
- Liturgie: Lausanne/Genève/Fribourg Gedenktag am 4. Januar, sonst 31. Dezember
- Darstellung: Bischof mit Ackergeräten oder Goldschmiedewerkzeugen